# Кућа у Дунавској улици бр. 6 у Новом Саду
Кућа у Дунавској улици бр. 6 у Новом Саду изграђена је у првој половини 19. века и представља непокретно културно добро као споменик културе.
Подигнута је као једноспратна кућа, основе у облику ћириличног слова П са дужим дворишним крилима, у стилу класицизма. Фасада грађевине није сачувала свој аутентични изглед, јер је више пута обнављана. На средњем делу уличне фасаде је ризалит са полукружним ајнфорт пролазом у приземљу и три прозора на спрату. У приземљу су, са сваке стране од пролаза, по три велика правоугаона излога. Десно и лево од ризалита на спрату су још два прозорска отвора, надвишена архитравним фронтонима са конзолама. Парапетна поља су украшена главама са шлемовима изведеним у високом рељефу, што није уобичајен мотив па се предпоставља да имају одређену симболику, повезану са историјатом куће. 
На кровном надзидку је седам таванских розета, постављене у оси сваког прозора. На дворишним фасадама чувани су комуникативни балкони у плиткој сегментној конструкцији, на профилисаним конзолама.